# Matthias William Baldwin
Matthias William Baldwin (Elizabeth, 10 de dezembro de 1795 – Filadélfia, 7 de setembro de 1866) foi um construtor de locomotivas a vapor estadunidense.
A mais famosa das antigas locomotivas, "Old Ironsides", foi construída por Matthias Baldwin em 1832.
Foi sepultado no Cemitério Laurel Hill, na Filadélfia.